# Squier
Squier è un'azienda di proprietà di Fender. Produce strumenti per la maggior parte derivati dalla linea di prodotti Fender ma a costo inferiore, permettendo l'accesso ai propri modelli anche ai musicisti debuttanti. Per contro qualità dei materiali e cura dell'assemblaggio sono di un livello inferiore, variabile fra i modelli e i periodi storici.

## Storia
La Fender, sotto proprietà della CBS, acquistò il nome Squier verso la fine degli anni '60.
All'inizio degli anni '80 numerosi eventi stavano spingendo la Fender a produrre una linea di strumenti a basso costo. Prima di tutto la CBS aveva svenduto alla nuova amministrazione il marchio senza gli stabilimenti in California. Questo significava che ci sarebbe stato un forte rallentamento nella produzione prima che i nuovi piani di manifattura fossero pronti e operativi. Inoltre vi era la domanda di una gamma economica di chitarre che non sarebbero potute essere costruite negli U.S.A. a un prezzo inferiore, a causa dei costi della forza lavoro e delle materie prime. Inoltre l'azienda americana stava subendo la concorrenza delle ditte asiatiche (in modo particolare giapponesi) che producevano copie dei modelli Fender (come Stratocaster e Telecaster) a prezzi concorrenziali per approvvigionare il mercato dei chitarristi alle prime armi e questa tendenza stava corrodendo la posizione della Fender nel mercato, in particolare in Europa e in Asia. Come soluzione ai problemi sopracitati la marca Squier arrivò nella metà degli anni '80 presentando una serie di riproduzioni classiche denominate Squier JV o Japan Vintage. Queste ultime erano riproduzioni sorprendentemente accurate dei modelli classici della Fender degli anni '50 e '60. Presto ne seguì una seconda serie denominata Squier SQ (come visto dal prefisso ai loro numeri di serie). Erano generalmente riproduzioni dei modelli degli anni '70; la differenza principale è che erano fatti in Giappone, mentre la serie iniziale di Squier JV usava pickup fatti negli USA.
Con il tempo la Squier divenne una buona parte del business di Fender e l'attenzione alla riproduzione dei design classici diminuì: Fender voleva accedere a quella parte di mercato attraverso le nuove serie, quali quella classica e quella su ordinazione del negozio. Tuttavia alcuni prodotti della Fender fuori produzione come l'Espirit e i vecchi modelli Guild erano disponibili sotto il marchio Squier, accanto a parecchi modelli originali.

## La "leggenda" della serie Squier JV
Quando fu lanciata inizialmente in Europa all'inizio degli anni '80 la gamma Squier offriva le riproduzioni classiche dei modelli più popolari della Fender: le Stratocaster del '57 e del '62, i Precision Bass del '57 e '62, le Telecaster e i Jazz Bass del '62. Questi erano prodotti dalla fabbrica Fuji Gen Gakki in Giappone - allora usata anche da Ibanez - utilizzando i modelli originali americani. Il nome di questa serie Squier è la sigla di "Japanese Vintage" ed è il prefisso del numero di serie inciso sulla piastra del manico. I primi lotti venduti in Europa presentavano il marchio della Fender con grandi caratteri con il logo Squier di piccole dimensioni all'estremità del manico, in seguito sostituita da un grande logo "Squier" con la scritta "Fender" di piccole dimensioni. Questa serie iniziale proponeva riproduzioni estremamente accurate dei modelli classici americani ed è oggi ricercata dai collezionisti di chitarre. È probabilmente stata la serie di modelli più raffinata e di elevata qualità, capace di competere con la sorella maggiore. È a oggi ritenuta una piccola leggenda del mercato vintage.

## Modelli originali
Ci sono stati alcuni modelli di Squier ben distinti da quelli del catalogo Fender, come la Super-Sonic, la Squier '51 (un disegno che ibrida gli elementi della Stratocaster, Telecaster e il Precision Bass '51 della Fender) e la Jagmaster (parzialmente derivato Jazzmaster e dal Jaguar della Fender).
Il nome Bullet, usato per una variante economica di Stratocaster è stato applicato all'inizio degli anni '80 per un modello che assomiglia a un ibrido tra una Strat e una Mustang. Ci sono inoltre edizioni originali e distinte dei design attuali delle chitarre della Fender come la Fender Stratocaster e la Fender Telecaster. Altre come l'edizione Hello Kitty Stratocaster con finiture rosa e il marchio Hello Kitty o la serie OBEY Graphics di Stratocaster e Telecaster dipinte a mano su ordinazione.

### Chitarre Elettriche

#### Serie Affinity
- Squier Duo-Sonic
- Squier Fat Strat
- Squier Bullet
- Squier Mini
- Squier Stratocaster
- Squier Telecaster

#### Serie California
- Squier Stratocaster
- Squier Telecaster
- Squier Fat Stratocaster

#### Serie Deluxe
- Squier Satin Trans Fat Stratocaster HH
- Squier Satin Trans Fat Stratocaster HSS
- Squier Satin Trans Stratocaster
- Squier Satin Trans Telecaster

#### Serie Hello Kitty
- Hello Kitty Mini
- Hello Kitty Stratocaster

#### Serie Master
- Squier Espirit
- Squier M80
- Squier M80 Special (Bolt-On)

#### Serie Obey Graphics
- OBEY Graphic Stratocaster HSS Collage/Dissent
- OBEY Graphic Telecaster HSS Collage/Dissent

#### Serie 24
- M-50
- M-70
- M-77
- M-77 Limited Edition (Gold Top)
- S-65
- S-73
- Starfire
- X-155
- X-155 Limited Edition (White Heat)

#### Serie Standard
- Squier Deluxe Stratocaster FMT
- Squier Deluxe Stratocaster QMT
- Squier Standard Double Fat Stratocaster
- Squier Standard Stratocaster
- Squier Standard Telecaster
- Squier Telecaster Special

#### Serie Vintage
- Squier '51
- Squier Cyclone
- Squier Jagmaster II
- Squier Telecaster Custom
- Squier Tele Custom II
- Squier Vintage Modified Strat
- Squier Vintage Modified Strat HSS
- Squier Vintage Modified Tele SH
- Squier Vintage Modified Tele SSH

### Fuori produzione
- Squier Bullet
- Duo-Sonic
- Katana
- Sub-Sonic
- Silver Series
- Showmaster
- Stagemaster

#### Serie Vista
- Jagmaster
- Musicmaster
- Squier Musicmaster Bass
- Super-Sonic
- Venus
- Venus XII

### Bassi Elettrici

#### Serie Affinity
- Squier Bronco Bass
- Squier Jazz Bass
- Squier P Bass
- Precision Bass PJ
- Jazz Bass V (Five String)

#### Serie Classic Vibe
- Classic Vibe Precision Bass '50s
- Classic Vibe Precision Bass '70s
- Classic Vibe Precision Bass '60s
- Classic Vibe Jazz Bass '60s
- Classic Vibe Jazz Bass ‘70s

#### Serie Deluxe
- Deluxe Jazz Bass IV Active
- Deluxe Jazz Bass V

#### Serie Hello Kitty
- Badtz-Maru Bronco Bass

#### Serie Modern Bass
- Squier MB-4
- Squier MB-4 Skull and Crossbones (Special Edition)
- Squier MB-5

#### Serie Signature
- Pete Wentz Precision Bass
- Mike Dirnt Precision Bass
- Frank Bello Jazz Bass
- Deryck Whibley Telecaster
- James Johnston Jazz Bass
- Mikey Way Mustang Bass
- Troy Sanders Jaguar Bass
- Chris Aiken Precision Bass
- Matt Freeman Precision Bass
- Eva Gardner Precision Bass

#### Serie Standard
- Squier Jazz Bass
- Squier P Bass

#### Serie Vintage Modified
- Vintage Modified Precision Bass
- Vintage Modified Precision Bass Fretless
- Vintage Modified Precision Bass V
- Vintage Modified Cabronita Precision Bass
- Vintage Modified Precision Bass TB
- Vintage Modified Precision Bass PJ
- Vintage Modified Jazz Bass
- Vintage Modified Jazz Bass Fretless
- Vintage Modified Jazz Bass '70s
- Vintage Modified Jazz Bass '77
- Vintage Modified Jazz Bass V
- Vintage Modified Telecaster Bass
- Vintage Modified Telecaster Bass Special
- Vintage Modified Bass VI
- Vintage Modified Jaguar Bass
- Vintage Modified Jaguar Bass V Special
- Vintage Modified Jaguar Bass Special HB
- Vintage Modified Jaguar Bass Special SS
- Vintage Modified Mustang Bass

## Hello Kitty Stratocaster

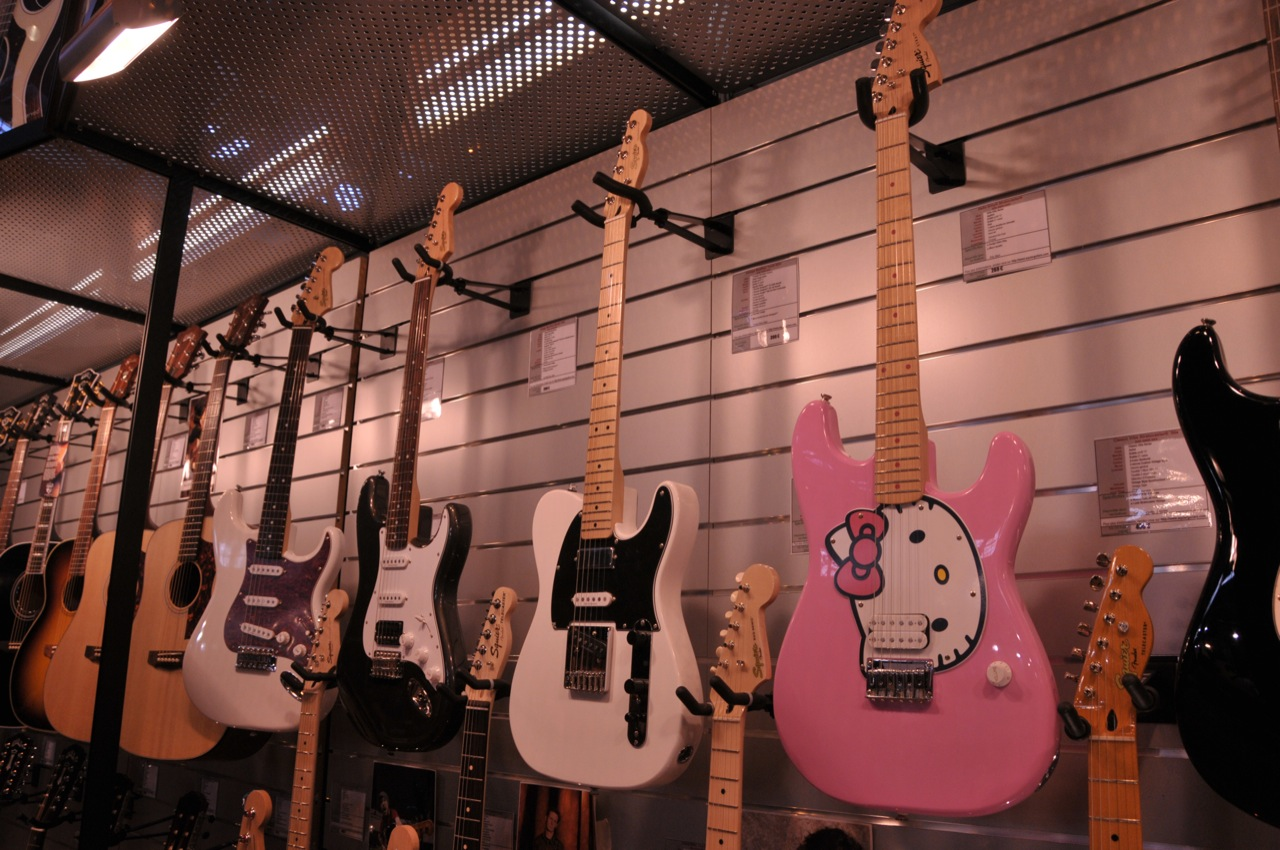
Una Hello Kitty Stratocaster esposta assieme ad altri modelli.

La Hello Kitty Stratocaster è una chitarra elettrica prodotta da Squier. È stata realizzata nei colori rosa o nero ed è equipaggiata con un battipenna su misura della forma della testa di Hello Kitty.
La chitarra è equipaggiata con singolo pickup Humbucker vicino al ponte, un manico di acero e un body di agathis. Ha una sola manopola che controlla il volume. Realizzata in Indonesia dalla Cort, è in produzione dal gennaio del 2006.
Diversamente da tutti i prodotti con marchio Hello Kitty venduti la chitarra non è stata destinata alle giovanissime bensì alle giovani teenager. La chitarra pur non essendo molto popolare è stata utilizzata dal vivo da personaggi di spicco come Mike Shinoda (Linkin Park), Lisa Loeb, Courtney Love, da sua figlia e da Dave Navarro, che l'ha utilizzata in alcuni live con i Camp Freddy.